# Follow the Leader (Korn)
Follow the Leader (in sommige gevallen geschreven als Follow the leadeЯ) is het derde album van de nu-metalband Korn. Het album verscheen in 1998. Het is het vervolgalbum op hun gelijknamige debuutalbum, dat stopt na track twaalf: Follow the Leader begint bij track dertien. James Shaffer oftewel Munky (gitarist van Korn) vindt Follow the Leader het beste album van de groep. Het album werd vijfvoudig platina en is daarmee het bestverkochte album tot nu toe.

## Tracklist
1. It's On! - 4:28
2. Freak on a Leash - 4:15
3. Got the Life - 3:45
4. Dead Bodies Everywhere - 4:45
5. Children of the Korn (met Ice Cube) - 3:52
6. B.B.K. - 3:57
7. Pretty - 4:12
8. All in the Family (met Fred Durst) - 4:48
9. Reclaim My Place - 4:32
10. Justin - 4:17
11. Seed - 5:55
12. Cameltosis (met Tre Hardson) - 4:38
13. My Gift to You - 7:07

Totale speelduur (zonder extra's) - 57:51